# Канатний завод (футбольний клуб)
Футбольний клуб «Канатний завод» або просто «Канатний завод» — український футбольний клуб з міста Харків.

## Історія
Футбольний клуб «Канатний завод» заснований в місті Харків й представляв місцеву фабрику Лін. У 1938 році стартував у кубку СРСР. Згодом виступав у регіональних змаганнях.